# M3 Grease gun
Pour les articles homonymes, voir M3.
Le M3 Grease gun est un pistolet mitrailleur américain introduit pour la première fois en 1942 et déployé dans sa version simplifiée nommée M3A1 en 1944.

## Historique du développement

### Développement initial

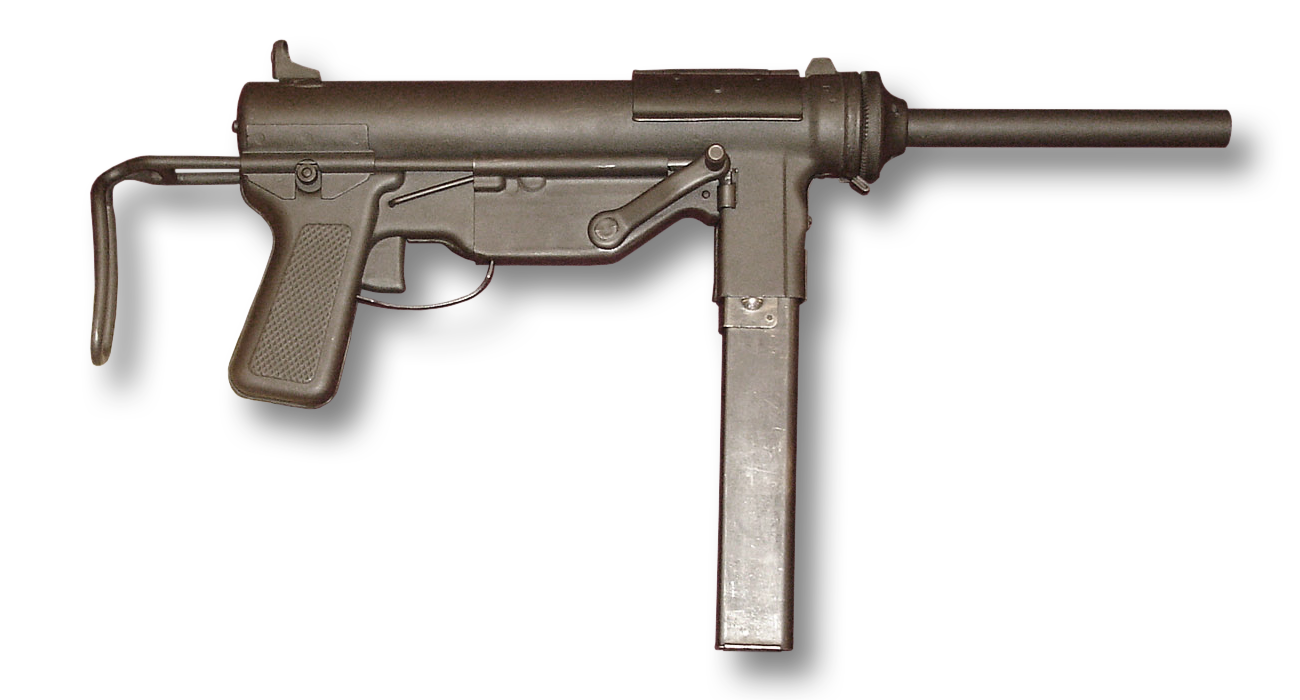
Vue latérale du M3 dans sa version initiale, reconnaissable à la présence du levier d’armement.

Le 6 février 1941, le département chargé du développement des armes légères de la United States Army publie les spécifications d’un nouveau modèle de pistolet-mitrailleur. Celles-ci, qui s’inspirent du Sten Gun britannique, posent comme attente principale la simplicité de fabrication. Les critères secondaires incluent notamment une construction en métal, un démontage facile et que l’arme, chambrée par défaut pour la munition .45 ACP, puisse être facilement convertie pour tirer des balles de 9 mm. Le projet est placé sous la responsabilité du colonel René Studler et la conception aux ingénieurs Frederick Sampson et George Hyde. Ce dernier est un inventeur prolifique dans le domaine des pistolets-mitrailleurs, étant entre autres à l’origine du Hyde Model 35, du Reising Model 50, de l’UD M42 ou encore du Hyde-Inland M2.
Dans un premier temps, un grand nombre de pistolets-mitrailleurs sont testés pour évaluer si un modèle déjà existant pourrait convenir. Parmi les armes essayées figurent des produits américains comme le M1928A1 Thompson ou le Smith & Wesson Model 40, mais aussi étrangers, par exemple la Sten britannique, l’Owen australienne ou la Suomi finlandaise. Aucun de ceux-ci ne remplit toutefois les attentes et il est donc décidé de concevoir une nouvelle arme, qui sera développée en partenariat avec General Motors. Après un premier essais baptisé T15, un second modèle, le T20, est mis au point, celui-ci allant encore plus loin dans la simplification en supprimant le sélecteur de tir.
Cinq prototypes sont livrés au début du mois de novembre 1942 et testés à Aberdeen. Ces essais se passent plutôt bien, bien qu’il soit remarqué que le chargeur devrait être repensé et qu’il y a régulièrement des problèmes d’éjection de l’étui. Du fait du besoin pressant de la nouvelle arme, celle-ci est cependant standardisée à la fin du mois de décembre sans que ces problèmes aient été corrigés. Elle remplace alors les mitraillettes M2 et M1 dans les chaînes d’approvisionnement, bien que cette dernière reste utilisée jusqu’à la fin de la Seconde Guerre mondiale.

### Mise en production
Le problème non traité de l’éjection des étuis ralenti la mise en production effective, car celle-ci ne peut être lancée tant qu’il n’est pas résolu. Ainsi, la production ne débute qu’en mai 1943 et seulement neuf cents exemplaires sont produits avant le mois de juillet, alors que l’objectif était de vingt milles. Ces retards profitent à la Thompson, dont la production n’est par conséquent pas arrêtée. Une fois les problèmes résolus, la production avance à bon rythme, avec 85 130 exemplaires pour l’année 1943, 343 372 pour 1944 et 178 192 pour 1945, la production s’arrêtant à cette date.

### Améliorations

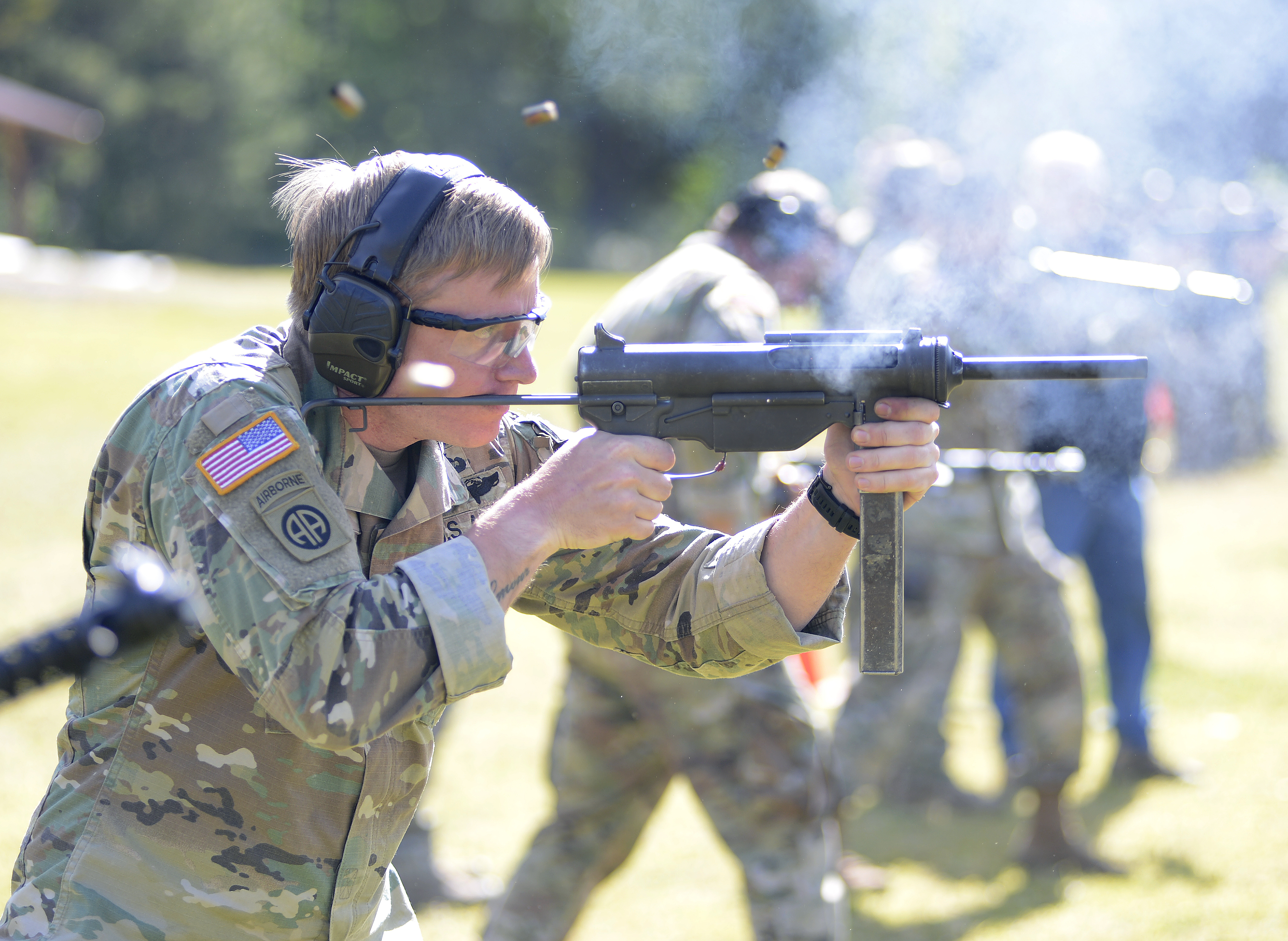
Vue latérale du M3A1, qui se distingue du M3 par l’absence du levier d’armement et sa fenêtre d’éjection allongée.

Une première série d’amélioration est introduite sur la chaîne de production en août 1944. Celles-ci incluent notamment le renforcement du mécanisme d’armement en raison de problèmes de fiabilité et la mise en place d’une protection autour du bouton d’éjection du magasin, celui-ci étant parfois pressé par inadvertance au combat.
Le travail sur une version améliorée débute dès avril 1944. L’objectif principal est de simplifier encore davantage l’arme, afin de faciliter son utilisation et sa maintenance. La principale modification introduite est la suppression du levier d’armement, remplacé par une simple encoche sur la culasse. Ce changement impose également d’allonger la fenêtre d’éjection et, par conséquent, son volet protecteur. La nouvelle version est adoptée en décembre 1944 sous la désignation « Gun, Submachine, Caliber .45, M3A1 ».

## Production
Le M3 est assemblée par Guide Lamp dans son usine d’Anderson, dans l’Indiana. La majeure partie des pièces sont également produites sur place, à l’exception du bloc culasse, dont les pièces sont produites et assemblées à New-York par The Buffalo Arms Company, et des magasins, fabriqués par divers sous-traitants. Malgré cela, le M3 n’utilise au pic de la production que 16 % des capacités de l’usine, qui se focalise plutôt sur les lampes frontales et les étuis de cartouches. Chaque M3 est initialement facturé 18,50 dollars, relevé par la suite à 20,94 dollars. Le coût unitaire total est toutefois plus élevé, car il inclut des éléments supplémentaires, comme les pièces de rechange. Il est ainsi de 33,33 dollars en octobre 1943. Les simplifications introduites avec le M3A1 permettent de réduire ce coût à 21 dollars en avril 1945.
Les méthodes de productions sont optimisées pour aller plus vite et réduire les coûts. Par exemple, les canons sont produits à partir d’un tube de 40 pouces (101,6 cm) qui est rayé puis découpé en cinq, alors que la méthode habituelle est de rainurer le canon seulement après qu’il ait été coupé à la bonne longueur. Cette pratique permet ainsi de ne faire qu’une fois l’opération de rainurage au lieu de cinq et, même si le résultat final est moins bon, il reste dans les tolérances admises. Une autre pratique est de donner plusieurs fonctions à une seule pièce, par exemple le clapet anti-poussière sert aussi de dispositif de sûreté en bloquant la culasse quand il est fermé. Enfin, la troisième méthode d’économie est de ne tout simplement pas intégrer ou de simplifier au maximum les pièces considérées comme superflues : il n’y a ainsi pas de sélecteur de tir et les points d’attache des sangles sont minimalistes, sans pivot.
Plusieurs contrôles de qualité sont effectués. Tous les canons sont ainsi testés par le tir d’une cartouche à haute pression pour vérifier leur résistance. Chaque exemplaire fait également l’objet d’une inspection visuelle, tandis que la cadence de tir est vérifiée, de même que la précision, chaque M3 devant pouvoir placer quatre balles sur une série de cinq dans ou sur la bordure du centre d’une cible à 100 pieds (30,48 m). En plus de ces contrôles systématiques, il existe également des contrôles aléatoires, des échantillons faisant par exemple l’objet d’un test d’endurance pendant lequel l’arme doit tirer cinq mille coups sans défaillance.

## Histoire opérationnelle
Il est prévu dès le début de l’année 1943 de faire progressivement du M3 le principal armement des unités de seconde ligne, de l’artillerie et des équipages de blindés, en remplacement de la carabine M1 et de la mitraillette Thompson. Quelques parachutistes se l’octroient également pour remplacer leurs carabines M1, bien que le M3 n’ait jamais fait l’unanimité dans ces troupes en raison de sa courte portée. Du fait du grand nombre d’armes à produire relativement aux capacités de production, le M3 ne commence cependant à être majoritaire qu’à partir de 1944. La réception de l’arme est au début assez négative, sa méthode de fabrication à partir de tôles embouties ne jouant pas à son avantage face à la construction élaborée de ses prédécesseurs. La perception évolue toutefois rapidement au fur et à mesure que les unités la prennent en main, sa compacité et sa légèreté étant particulièrement appréciées.
Le M3 semble avoir été utilisée pour la première fois au combat par les 82nd et 101st Airborne dans les heures précédant le débarquement de Normandie. Un peu plus tard dans la journée, les Rangers attaquant la pointe du Hoc en disposent également. De manière générale, le M3 reste assez peu utilisé par les parachutistes, qui lui préfèrent la carabine M1. Dans le reste de l’armée, le M3 est principalement utilisé par les officiers, les équipages de chars et les spécialistes, par exemple les hommes des transmissions. L’arme n’est pas destinée à équiper l’infanterie, bien que certains soldats semblent se l’être procurée. La réception est globalement mitigée : certains, notamment les tankistes, apprécient sa compacité et sa puissance de feu, mais beaucoup critiquent toutefois son manque de fiabilité. L'arme est principalement utilisée sur le théâtre européen. Bien que présente dans le Pacifique, elle y est peu utilisée, peut-être en raison du plus faible nombre de parachutistes et de tankistes.

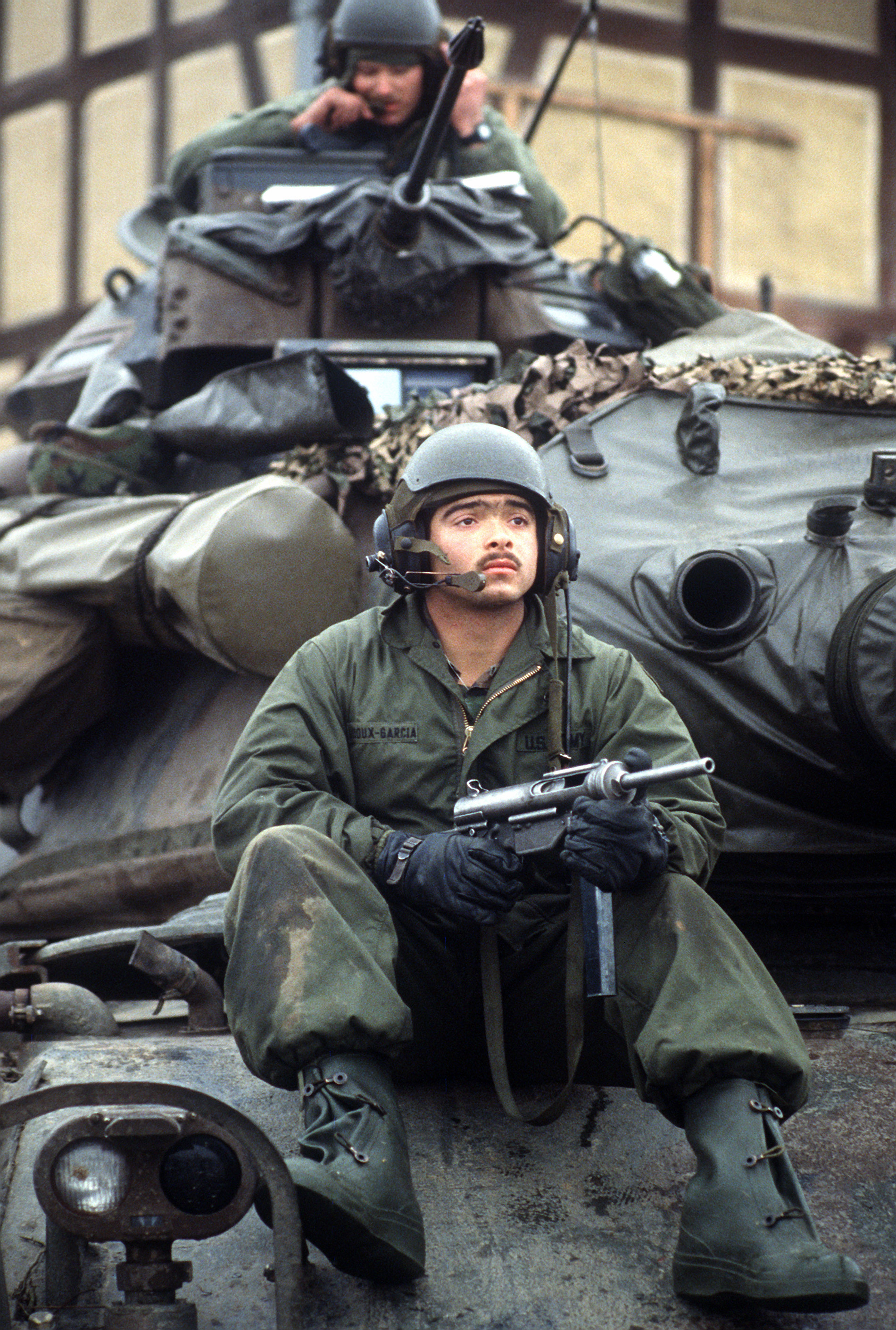
Un tankiste américain avec un M3 en 1985

Après la Seconde Guerre mondiale, le M3 est utilisé par les Américains et leurs alliés pendant la guerre du Viêt Nam. il est notamment apprécié par les troupes de reconnaissance et les forces spéciales pour sa compacité, une caractéristique utile lors des évolutions dans la jungle. Le M3 a été utilisé au sein de l’U.S. Army au moins jusqu’en 1997, date à laquelle le char M60, dont la M3 est l’armement complémentaire standard, est totalement retiré du service. D’après certains témoignages, l’arme aurait toutefois encore été utilisée en 2004 dans des unités d’artillerie équipées du M109 howitzer. L’arme a également longtemps été en service dans les forces spéciales, la Delta Force l’ayant encore utilisée pendant l’opération Eagle Claw en 1980.
En dehors des forces armées des États-Unis, le M3 est également largement utilisé dans les armées et forces de maintien de l’ordre de nombreux pays, certains l’utilisant encore dans la deuxième décennie du XXIe siècle. Il est par exemple encore en service en 2016 dans la marine des Philippines.

## Caractéristiques

### Disposition générale

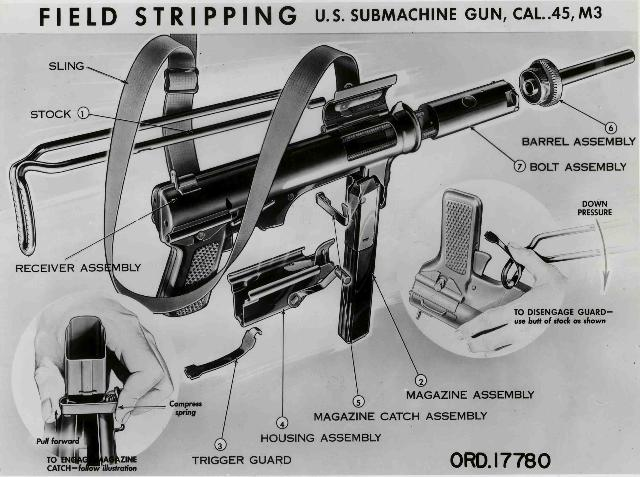
Schéma montrant les principaux ensembles de pièces du M3.

Le M3 se caractérise par la partie supérieure de sa carcasse cylindrique, d’où émerge le canon et sa crosse repliable faite d’une simple tige de métal. Ces éléments lui donnent un aspect similaire à celle des graisseurs utilisés en mécanique à l’époque, d’où son grease gun, littéralement « pistolet à graisse ». Pour la même raison, il reçoit également parfois le surnom de cake decorator, « poche à douille ». Les organes de visée sont situés sur le dessus de la carcasse et son rudimentaires : un simple œilleton non ajustable à l’arrière et une lame à l’avant.
La carcasse est faite de deux moitiés soudées ensembles et dont l’acier fait seulement 0,06 pouces (1,52 mm). Cette épaisseur réduite, motivée par des raisons d’économie et la méthode de production par emboutissage affecte négativement la fiabilité de l’arme. Elle tend en effet à se déformer lors des chocs, par exemple en cas de chute, ce qui peut rendre l'arme inutilisable en empêchant le mouvement des pièces internes. La carcasse est traitée par sablage puis reçoit un traitement soit par phosphatation, qui lui donne une teinte gris-vert, soit par bleuissage, qui lui donne une teinte sombre.

### Mécanisme

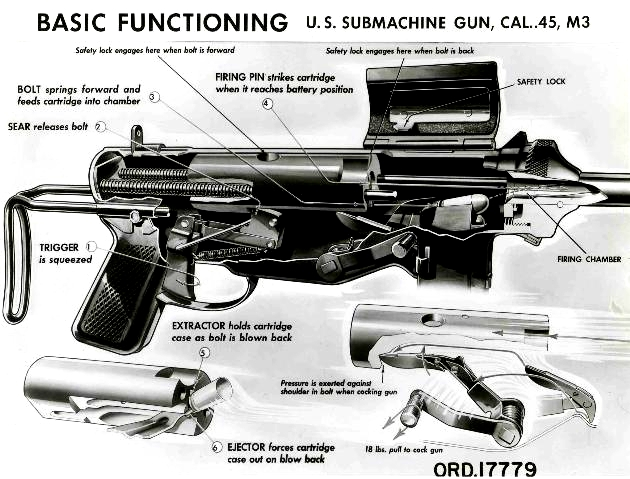
Illustration montrant le mécanisme interne du M3.

Le fonctionnement du M3 est basé sur le principe de la culasse ouverte non calée. En position de tir, la culasse est en arrière (ouverte), le ressort de rappel étant alors compressé. Lorsque la queue de détente est pressée, la culasse est relâchée et poussée en avant par le ressort. Sur son trajet elle chambre une cartouche, qu’elle percute quand elle arrive en bout de course. Comme elle est non calée, seule son inertie et la force du ressort de rappel la maintiennent en place et lui permettent de sceller la chambre le temps que la balle quitte le canon. Lorsque la force conférée par l’inertie se dissipe, la pression résiduelle des gaz de combustion la repousse en arrière, éjectant l’étui et la remplaçant en position de tir.
Le bloc culasse comprend dans sa partie avant l’extracteur et un percuteur fixe. Un levier situé sur le côté droit de la carcasse permet d’armer le mécanisme. Par rapport au reste de l’arme, ce système est assez compliqué et s’est révélé assez peu fiable, le levier ayant tendance à casser à la base. Il est par conséquent remplacé sur le M3A1 par une simple encoche sur le bloc de culasse, qui permet à l’utilisateur de la tirer en arrière avec le doigt.
Le mécanisme de sûreté du M3 est un simple tenon situé sur la face intérieure du volet de protection de la chambre : lorsque celui-ci est fermé, le tenon s’engage dans une encoche sur la culasse, la maintenant en place. la culasse comporte une encoche à l’avant et une à l’arrière, ce qui permet de la bloquer en position ouverte ou fermée, cette dernière étant plus sûre que la première. Cette sécurité a l’avantage d’être simple et assez sûre ; elle est en revanche plus longue à désengager qu’un système utilisant un bouton et est assez fragile : un choc sur le volet ouvert peut facilement le déformer, empêchant de le fermer et donc de sécuriser l’arme.

### Munitions
Le M3 est prévu pour tirer des cartouches de type .45 ACP. Il est également possible de tirer des cartouches en 9 × 19 mm Parabellum après conversion. Il devait initialement être également possible de tirer des cartouches de type .30 Carbine, mais cette possibilité a finalement été abandonnée. Cinq types de cartouches de .45 sont utilisés par l’armée américaine. La M1911 est la cartouche classique à balle chemisée, la M9 est une cartouche à blanc, la M26 à balle traçante et la XM261 à grenaille. La cartouche de .45 a essentiellement été choisie pour la puissance d’arrêt liée à la masse de son projectile et la faible vitesse de sortie de bouche. Ces caractéristiques limitent en revanche la portée ainsi que la capacité de perforation du projectile. Ce dernier point peut toutefois présenter un avantage pour des forces de l’ordre ou des forces spéciales intervenant dans un contexte ou des combattants sont mêlés à des non-combattants.
Un seul type de magasin est prévu, droit et pouvant contenir trente cartouches. Néanmoins, il n’est généralement rempli qu’avec vingt cartouches, son ressort étant trop souple et grippant pour alimenter de manière fiable l’arme quand le magasin est plein. Une poche dédiée pouvant contenir trois magasins n’apparaît dans l’équipement individuel que dans les années 1950. Avant cette date, les soldats doivent recourir à divers expédients comme placer les magasins dans les poches de leur veste, dans une poche de masque à gaz ou en attachant plusieurs magasins ensemble. Il existe en revanche dès l’origine un sac pouvant contenir les huit magasins faisant partie de l’équipement standard des chars.

### Accessoires

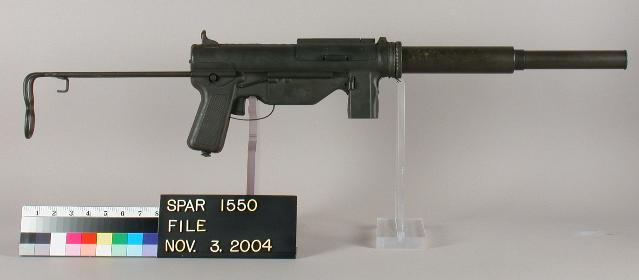
M3A1 avec silencieux intégral.

Plusieurs silencieux ont été conçus pour le M3, mais seul celui développé à la demande de l’OSS par Bell Laboratories et produit par High Standard Firearms Compagny a dépassé le stade expérimental. Il s’agit d’un silencieux intégral remplaçant entièrement le canon de l’arme, qui doit être dévissé au préalable. La construction basique du M3 rend toutefois l’opération assez simple et rapide. L’usage du silencieux réduit la vitesse de sortie de bouche, mais les essais ont montré qu’il permet en revanche à la plupart des tireurs d’améliorer leur précision de 50 à 66 %. Cette amélioration est probablement liée à la masse plus importante de l’arme quand le silencieux est monté, environ 1,4 kg de plus, permettant une meilleure tenue en main. Un millier de ces silencieux très appréciés des forces spéciales ont été produits,.
Un cache-flamme est introduit en mars 1945 afin d’éviter à l’utilisateur d’être ébloui par le flash lumineux lors du tir. Simple cône attaché au canon par une bague, celui-ci est très efficace, mais très peu atteignent les troupes avant la fin de la Seconde Guerre mondiale. Bien que vu plus fréquemment pendant la guerre de Corée, sa diffusion reste limitée.
À l’instar du reste de l’arme, les accessoires d’entretien sont également prévus pour être multifonctions. Le bouchon de la bouteille d’huile du M3A1 sert ainsi également d’outil pour démonter l’extracteur, tandis que la crosse peut aussi être utilisée comme goupillon pour nettoyer le canon et comprend un chargeur pour remplir les magasins.

## Variantes

### Kits de conversion
Un kit de conversion permettant au M3 de tirer des cartouches de 9 mm est développé en 1943 à la demande de l’OSS. Ces armes sont essentiellement destinées à armer les groupes de résistants dans les pays où les cartouches de 9 mm sont plus courantes que celles de .45. La conversion implique le remplacement du canon, de la culasse et du ressort de rappel, ainsi que la mise en place d’un adaptateur permettant l’utilisation des magasins de la Sten. Sur les vingt cinq mille kits prévus, seuls cinq cents ont été fabriqués par l’arsenal de Rock Island et Buffalo Arms. Il semble également qu’environ mille exemplaires directement chambrés en 9 mm ont été produits par l’entreprise Guide Lamp.
La facilité de remplacement du canon à également conduit à expérimenter des canon courbés à 30° ou 40 permettant de tirer depuis des couverts. Ce système est notamment pratique pour les équipages de chars, qui pourraient alors repousser de l’infanterie à courte portée sans s’exposer. Aucun de ces dispositifs n’a toutefois dépassé le stade expérimental.

### M3 SpecOps

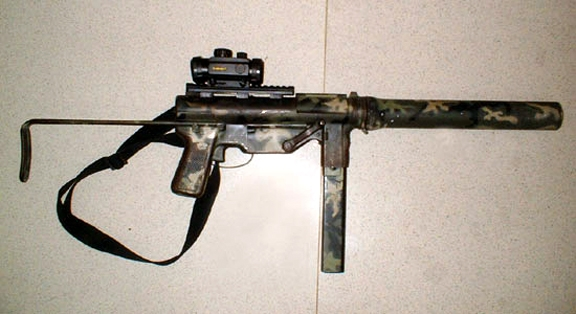
M3 SpecOps philippin.

Le M3 est utilisé par les forces armées des Philippines depuis la Seconde Guerre mondiale. La marine utilise notamment une variante plaquée en nickel destinée aux gardes du quartier général de la marine et a développé localement en 2004 une autre variante pour ses forces spéciales. Cette variante comprend un viseur point rouge Simmons ainsi qu’un silencieux et est généralement recouverte de peinture camouflage. Nommée M3 SpecOps Generation 2, cette arme, dont le coût est identique à celui du plus moderne HK UMP, est toujours en service en 2016.

### PAM argentins
L’Argentine produit sous licence à partir de 1955 une variante du M3A1 chambrée en 9 × 19 mm. Le PAM 1 souffre toutefois de problèmes de surchauffe en raison de l’utilisation de tôles plus fines et d’une cadence de tir plus élevée. Une version améliorée, le PAM 2, le remplace en production à partir de 1963. La production prend fin en 1972, alors qu’environ 47 000 exemplaires toutes versions confondues ont été produits. L’arme reste toutefois en service dans l’armée argentine longtemps après cette date et est ainsi utilisée pendant la guerre des Malouines en 1982.

### Types 36 et 37 chinois

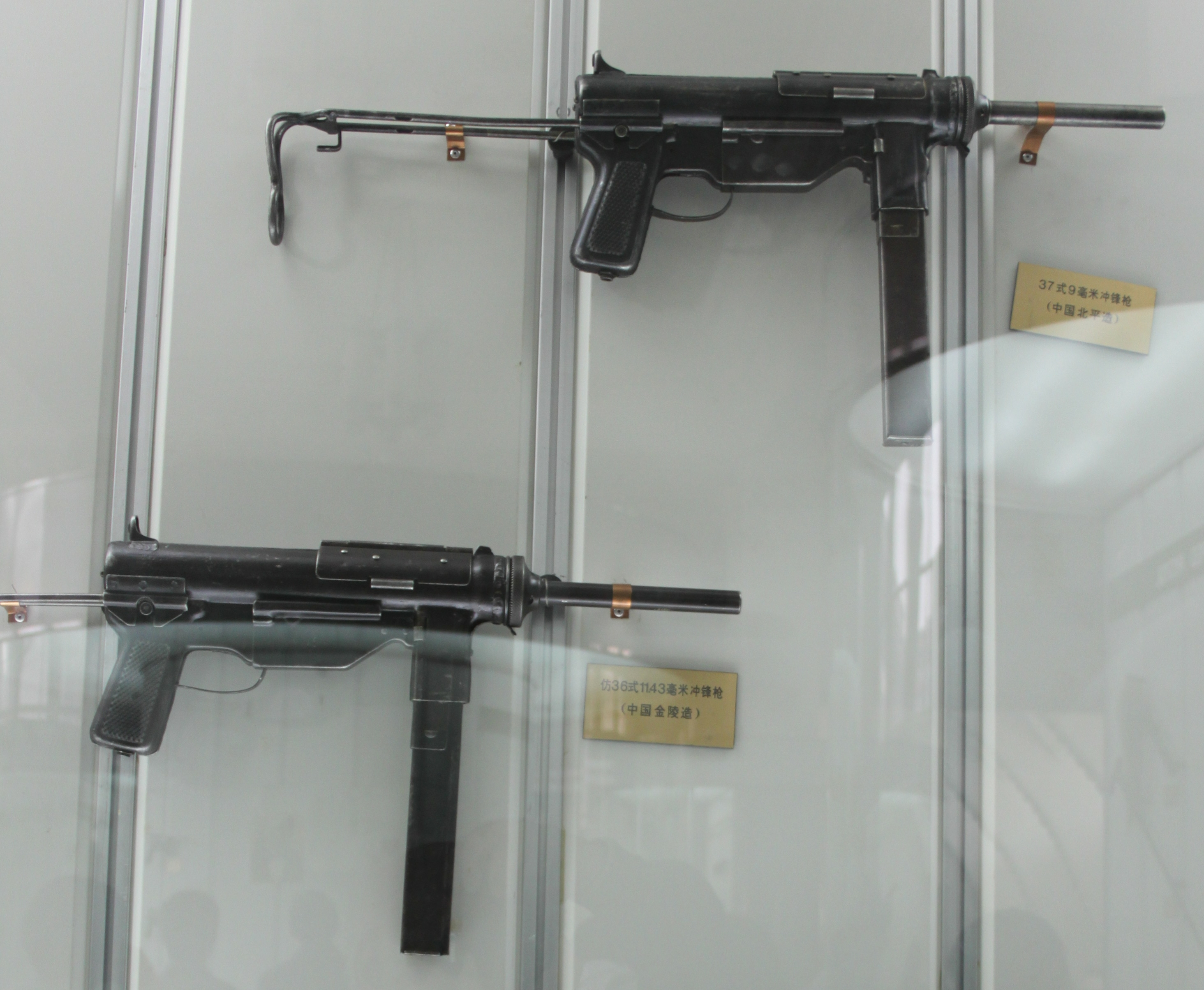
Type 36 (en bas) et 37 (en haut).

Les forces nationalistes chinoises reçoivent des M3 au titre de l’aide américaine pendant la Seconde Guerre mondiale. Une copie du M3A1 est produite à partir de 1947 à l’arsenal de Shenyang. Le Type 36 ressemble fortement à son modèle et conserve le calibre .45 d’origine, mais est suffisamment différent dans le détail pour que la plupart de ses pièces ne soient pas interchangeables avec celles du M3. À partir de l’année suivante est également produit à l’arsenal de Jingling le Type 37, une version chambrée en 9 × 19 mm Parabellum, probablement copiée sur le kit de conversion utilisé par l’OSS.
Après la chute de la république de Chine en 1949, la production est déplacée à Taïwan. Bien que la Chine communiste n’ait pas produit ces armes, elle a utilisée en Corée, en Indochine et au Viêt Nam des exemplaires capturés.

### Caractéristiques techniques
| Modèle                   | M3                                               | M3A1                                             |
| ------------------------ | ------------------------------------------------ | ------------------------------------------------ |
| Longueur hors tout       | 29,8 pouces (75,69 cm)                           |                                                  |
| Longueur crosse repliée  | 22,8 pouces (57,91 cm)                           |                                                  |
| Masse à vide             | 8,15 livres (3,7 kg)                             | 7,95 livres (3,61 kg)                            |
| Masse en ordre de combat |                                                  |                                                  |
| Fonctionnement           | Culasse ouverte non calée                        | Culasse ouverte non calée                        |
| Modes de tir             | Automatique uniquement                           | Automatique uniquement                           |
| Longueur canon           |                                                  |                                                  |
| Rainurage                |                                                  |                                                  |
| Cartouche                | .45 ACP ou 9 × 19 mm Parabellum après conversion | .45 ACP ou 9 × 19 mm Parabellum après conversion |
| Alimentation             | Magasin de 30 cartouches                         | Magasin de 30 cartouches                         |
| Cadence de tir           | 350-450 coups par minute                         | 350-450 coups par minute                         |
| Vitesse à la bouche      |                                                  |                                                  |
| Portée pratique          |                                                  |                                                  |